# Teinopodagrion venale
Teinopodagrion venale – gatunek ważki z rodziny Megapodagrionidae. Występuje w północnej części Ameryki Południowej. Jest endemitem północnej Wenezueli; występuje w górach Cordillera de Mérida i Kordyliera Nadbrzeżna; stwierdzano go w przedziale wysokości 450–1800 m n.p.m.; jeden stary okaz muzealny odłowiony w 1927 roku opisano jako pochodzący z Kolumbii.